# Julius Kofránek
Julius Kofránek (25. května 1848 Ledeč nad Sázavou – 8. prosince 1922 Třebíč) byl rakouský právník a politik české národnosti z Moravy, poslanec Moravského zemského sněmu.

## Biografie
Pocházel z Ledče nad Sázavou. Vychodil německou hlavní školu v Chrudimi a navštěvoval akademické gymnázium v Praze. Zde maturoval roku 1866. Pak studoval práva na Karlo-Ferdinandově univerzitě v Praze. Vysokou školu dokončil roku 1870. Roku 1873 tam získal titul doktora práv. Jeho manželkou byla Albína Kofránková, která byla hudebnicí. Absolvoval soudní a advokátní praxi v Praze u Antona Görnera. Ministr Antonín Randa ho inspiroval k tomu, aby po studiích odešel na Moravu. Do Třebíče se přistěhoval z Telče. V Telči působil od roku 1872 jako koncipient v advokátní kanceláři Josefa Sobotky. Podílel se na ustavení telčského Sokola a členem ředitelstva tamní záložny.
Po přesídlení do Třebíče v říjnu 1877 si tam roku 1879 otevřel advokátní kancelář. Byl aktivní v komunální politice. Spolu s Janem Miloslavem Hanělem a Ignátem Přerovským se podíleli na českých snahách získat kontrolu nad místní samosprávou, kterou ovládali Němci. Po obecních volbách roku 1879 se dostal do třebíčské městské rady i obecního výboru za český blok. Po obecních volbách roku 1882, ve kterých Češi na radnici převládli, se stal náměstkem starosty Aloise Hasseka. Do městské rady se dostal i po volbách roku 1888. Působil i jako právní zástupce obce, člen ředitelstva městské spořitelny, občanské záložny a zasedal v místní školní radě. Po delší dobu zastával i posty ve vedení Hospodářského spolku v Třebíči.
Na přelomu 19. a 20. století byl předsedou třebíčského spolku Měšťanská beseda. Byl aktivní i v rozvoji místního školství a hasičských spolků. V roce 1879 založil spolu s lékařem F. Dreyschuchem spolek Tělocvičná a hasičská jednota v Třebíči, který byl alternativou k existujícímu sboru dobrovolných hasičů, jenž byl v období dočasného obnovení německé převahy na radnici orientován německy. Od roku 1894 byl starostou hasičské župní jednoty pro politický okres Třebíč, Náměšť. Od roku 1908 zastával dlouhodobě funkci starosty samostatné třebíčské hasičské župy Svatopluka Čecha. Zasedal i ve výboru Moravské zemské jednoty hasičské a ve výboru Hasičské pojišťovny. V dubnu 1910 získal Řád Františka Josefa.
Zapojil se i do vysoké politiky. V zemských volbách roku 1884 byl zvolen na Moravský zemský sněm, kde zastupoval kurii městskou, obvod Třebíč, Velké Meziříčí, Stonařov. Na sněm se po několikaleté přestávce vrátil v zemských volbách roku 1896. Mandát zde obhájil i v zemských volbách roku 1902. Byl oficiálním českým kandidátem (Moravská národní strana, staročeská). Zasedal ve výkonném výboru staročeské strany na Moravě.
Zemřel v prosinci 1922. Příčinou úmrtí byla otrava krve po zranění, které utrpěl pádem ze schodů.
Věnoval se hudbě a šachům.